# Elthusa menziesi
Elthusa menziesi är en kräftdjursart som först beskrevs av Brusca 1981.  Elthusa menziesi ingår i släktet Elthusa och familjen Cymothoidae. Inga underarter finns listade i Catalogue of Life.